# Косенев
Косенев (укр. Косенів) — село на Украине, основано в 1586 году, находится в Новоград-Волынском районе Житомирской области.
Население по переписи 2001 года составляет 503 человека. Почтовый индекс — 11709. Телефонный код — 4141. Занимает площадь 2,322 км².

## Адрес местного совета
11753, Житомирская область, Новоград-Волынский р-н, с. Косенев, ул. Корецкая, 58